# Геобаротермометрия
Геобаротермометрия (гео-земля; баро- давление; термо-тепло; метрия-измерение) - совокупность методов определения температуры и давления образования минералов и горных пород.
Выделяются два основных направления:
1. Измерение температур (далее Т) и давлений (далее Р) образования современных геологических объектов, например, продуктов извержений вулканов. Главными методами являются физические методы измерения. К последним, например, относятся оптические или радиофизические исследования.
2. Определение древних (палео) Т и Р минералообразования в ранее образованных породах и минералах различного происхождения. При геологических исследованиях является важным методом исследования.
Все методы подразделяются на прямые и косвенные.
Прямым методом происходит непосредственное измерение Т геологического объекта термометром. Эффективность этих методов не высокая, поскольку при этом можно измерять только низкие значения температур, доступные непосредственно исследователю. Например, температуры минеральных источников, но они не позволяют определять значения высоких температур и давления в области измерений.
Косвенными методами, основанными на связи температур и давления с некими физическими параметрами объекта, измеряемыми инструментально, определяются практически все возможные интервалы изменения Т и Р минералообразования. В этом случае задачи решаются следующими группами исследований: аналоговыми, физическими и термодинамическими методами.

## Методы геобаротермометрии

### Аналоговые методы
Эта группа включает методы определения Т — Р параметров, основанные на сравнении с ранее известными или определёнными экспериментами данными. Для решения этой задачи используются следующие методы:
1. Температуры плавления минералов и горных пород;
2. Температуры разложения;
3. Температуры фазовых превращений;
4. Температуры распада твёрдых растворов;
5. Наличие типоморфных минералов;
6. Парагенетические ассоциации минералов;
7. Данные о Т выделения минералов из растворов или расплавов.

Некоторые примеры приведены в таблице:
| Формула | Минерал  | Tплав°С | Tразл°С | Tфаз.перех°С |
| Pb      | Свинец   | 327,6   |         |              |
| MgO     | Периклаз | 2800    |         |              |
| SiO2    | Кварц    | 1370    |         | 573, 867     |
| Fe2SiO4 | Фаялит   | 1205    |         |              |
| BaSO4   | Барит    |         | 01580   |              |
| FeCO3   | Сидерит  |         | 0282    |              |
| ZnSO4   | Цинкозит |         | 0740    |              |
| AsS     | Реальгар |         |         | 000267       |

Эти методы дают недостаточно точные, порой ложные результаты. Например, в природных условиях кварц выделяется в широком интервале Т (от 100 до 1000 °C), тогда как его Т плавления превышает 1000 °C.

### Физическиеметоды
Можно выделить две группы методов:
А.Собственно физические методы включают
1. Методы с применением термопар. Этим методом пользуются при измерении температур жидких лав. Одним из приборов для измерения является платиново-иридиевая термопара.
2. Дистанционные оптические методы на основе тесной связи температуры среды с её цветом. Для этого используются различные оптические пирометры.

Б.Они включают методы анализа газово-жидких включений (далее ГЖВ),, декрепитации и расплавных включений (далее РВ). В СССР основателем этого метода был профессор МГУ Н. П. Ермаков. Свою первую работу он опубликовал ещё в 1949 г.. Ранее эти исследования назывались «минералогическая термометрия»  (недоступная ссылка). В настоящее время результаты этих исследований объединяются общим понятием — термобарогеохимия.
«Объектом её изучения являются разнообразные по составу и агрегатному состоянию флюидные включения¸ широко распространенные в минералах пневматолитового и гидротермального происхождения и встречающиеся в минералах интрузивных и эффузивных пород. Эти мельчайшие остатки минералообразующей среды несут информацию о процессах¸ происходивших при становлении магматических тел и формировании эндогенных рудных месторождений. Методы термобарогеохимии позволяют определять относительную и истинную температуры образования минералов, количественный и качественный состав растворов и расплавов во включениях¸ давление и агрегатное состояние минералообразующей среды¸ из которой происходила кристаллизация минералов или рудоотложение». 
В результате проведения этих исследований были получены не только достаточно полные характеристики многих природных геологических процессов (магматизма, метаморфизма, гидротермальных образований и пр.), но и данные, не соответствующие общепринятым представлениям о минералообразовании. Например, по А. Н. Заварицкому (1884—1952) ,  (недоступная ссылка) в гранитах кварц (далее Qw) выделяется последним, заполняя промежутки между ранее выделившимися минералами. Но по результатам анализа РВ и изотопов кислорода температура образования (далее Тобр) Qw около 700 °C и близка Tобр наиболее раннего минерала — биотита (далее Bio). Таким образом Qw является наиболее ранним минералом.

### Термодинамическиеметоды
В эту группу (далее ТДМ) включены изотопные и геохимические геобаротермометры. Они основаны на анализе особенностей распределения элементов и их изотопов между соединениями (минералами) под влиянием внешних термодинамических, как правило температурных и барических, условий.

#### Изотопные геотермометры
Теория метода описана в многочисленных работах, прежде всего, и т. д. В советской и русской литературах эти вопросы подробно освещены в работах и и др. В его основе лежат реакции изотопного обмена, по смыслу идентичные реакциям ионного обмена. Достоинством их является независимость от давления Р показаний ИГТ в геологически востребованном интервале глубин. Например, для кальцита установлено значение всего 0,03 %о/кбар. Это обусловлено тем, что размерные параметры кристаллических решёток, содержащих изотопно различные компоненты, отличаются друг от друга очень слабо. Так, расстояние Na — Cl в молекулах Na35Cl и Na37Cl равно соответственно 4,485 и 4,4601Å, между компонентами в молекулах 107AgBr и 109AgBr — 2,393068 и 2,393074Å, в соединениях 107Ag35Cl и 109Ag37Cl — 2,28074 и 2,28082Å. В протоэтилене С2Н4 расстояние С — Н равно 1,1030Å, а в дейтероэтилене C2D4 расстояние С — D равно 1,089Å; для Н2O параметры решётки равны: ao = 4,5134Å, сo = 7,3521Å, для D2O — соответственно 4,5165Å и 7,3537Å. Малые изменения межатомных расстояний ведут к слабому изменению объёма кристаллической решётки. Например, объём кристаллической решётки оксалатов NaНСО2С4Н2О и NaDC2О4D2О изменяется от 224,429 до 225,113 (Å)³ и свидетельствуют об относительной независимости изотопных распределений от давления на доступных для геологических наблюдений глубинах, что подтверждено экспериментами с изотопами О в системе СаСО3— Н2О и С в системе СН4 — Н2О. Согласно этим исследованиям распределение изотопов между двумя соединениями (минералами) подчиняется уравнению {\displaystyle {1000\ln \alpha ={B \over {T^{2}}}+A}}, где {\displaystyle \alpha } — показатель (коэффициент) фракционирования, А и В — постоянные; физический смысл их обычно не ясен. Это уравнение строится по теоретическим или экспериментальным данным. В настоящее время температурные исследования проводятся преимущественно с изотопами кислорода, водорода, углерода, серы.
Наиболее успешно ИГТ используются при работе с изотермами, то есть прямыми линиями, построенными по множеству проб, в которых определены величины {\displaystyle \delta } — индексов для двух минералов, образованных при одной и той же Т°С. Тогда угловой коэффициент {\displaystyle S} изотермы определяется выражением
{\displaystyle S={\frac {ln\alpha (M_{Y})}{ln\alpha (M_{X})}}\qquad {(1)}},
где {\displaystyle X} и {\displaystyle Y} — оси координат, по которым откладываются значения {\displaystyle \delta } — индексов для каждого изучаемого минерала. В этом случае выделяются несколько классов ИГТ.

##### Мономинеральные ИГТ
Они основаны на анализе распределений изотопов разных элементов в одном и том же минерале (карбонаты (углерод — кислород), мусковит и биотит (водород — кислород), сульфаты (сера — кислород) и пр.) по уравнению (1).

##### Двуминеральные ИГТ
Моноэлементные ИГТ с одновременно образованными минералами.
Этот ИГТ- единственная в настоящее время форма, применяемая при изотопных исследованиях. Их теория хорошо разработана. Примером является ИГТ на паре Qw- Mt (магнетит), которые обмениваются между собой изотопами кислорода по реакции
Qw(18О) + Mt(16О) ↔ Qw(16О) + Mt(18О). ……………………………………………………………………(2)
Для этой реакции выражение {\displaystyle {\delta {^{18}}O}}(Qw)-{\displaystyle {\delta {^{18}}O}}(Mt) = {\displaystyle f(T)} = {\displaystyle {1000\ln \alpha }}, используется для определения Тобр минералов. Это выражение следует из уравнения (1), если S= 1 и C1= C2. C1 и C2 — соединения, изотопно равновесные исследуемым минералам. Здесь {\displaystyle {\delta {^{18}}O}} ({\displaystyle \delta } — индекс) отражает отношение {\displaystyle {\frac {^{18}O}{^{16}O}}} в минерале, отнесённое к эталону (для кислорода среднее отношение концентраций изотопов в океанической воде -SMOW (Standart Mode of Ocean Water)). Размерность {\displaystyle {\delta {^{18}}O}} — промиле ‰.
В целом, этот вид геотермометра не предназначен для определения Т. Он должен использоваться только как база для построения других ИГТ, то есть имеет феноменологическое значение.
Моно- и биэлементные ИГТ с минералами в произвольных временных соотношениях.
Это разновременно образованные соединения с изотопами как общих, так и различных элементов (например, окисел и сульфид, кислород Qw и водород Bio), причём Тобр одного из них (эталона) и состав соединения C для него заранее известны. Имеются разновидности.
1.Моноэлементные ИГТ .
Силикаты магматитов и метаморфитов образуют пары минералов с изотопами общего элемента. Например, широко распространённые пары минералов в гранитах Qw — Fs (полевые шпаты).
2. Биэлементные ИГТ (например, {\displaystyle {\delta {^{18}}O}}(Qw) и {\displaystyle {\delta {D}}}(Bio)).
Наличие нескольких минералов, взятых из одних и тех же проб, позволяет провести контрольную оценку полученных результатов. Например, по данным рядовых определений по парам кварц — мусковит и кварц — калиевый полевой шпат контрольной может быть пара мусковит— калиевый полевой шпат.
Использование этих классов ИГТ позволило определить Тобр широкого круга конкретных минералов. Некоторые примеры из приведены в таблице.
| Породы      | Регионы    | Кварц | Биотит | Ильменит | Магнетит | Калишпат | Мусковит | Альбит | Гранат |
| ----------- | ---------- | ----- | ------ | -------- | -------- | -------- | -------- | ------ | ------ |
| Пегматит    | Калифорния | 780   | -      | -        | -        | -        | 490      | 510    | -      |
| Пегматит    | США        | 700   | -      | -        | -        | -        | -        | -      | 320    |
| Пегматит    | США        | -     | -      | 680      | -        | -        | -        | 480    | -      |
| Пегматит    | Норвегия   | 760   | 770    | -        | 660      | -        | 480      | 440    | 260    |
| Аплит       | Калифорния | 710   | -      | -        | -        | 580      | 570      | -      | -      |
| Аплит       | Карелия    | 710   | -      | -        | -        | -        | -        | 440    | -      |
| Гранит      | Кавказ     | 710   | -      | -        | 584      | -        | -        | -      | -      |
| Гранодиорит | Япония     | 700   | -      | -        | -        | 570      | -        | -      | -      |
| Сланцы      | Австрия    | 700   | -      | -        | -        | -        | -        | -      | 330    |
| Сланцы      | Гренландия | 700   | -      | -        | 610      | -        | -        | -      | -      |
| Метапелит   | Альпы      | 670   | -      | 604      | -        | -        | -        | -      | -      |
| Ортогнейс   | Альпы      | 650   | -      | 680      | -        | 550      | -        | -      | -      |
| Гнейс       | Альпы      | 700   | -      | -        | -        | -        | -        | -      | 320    |

В результате установлено, что Тобр одноимённых минералов в кислых магматических и метаморфических разных ступеней метаморфизма породах оказались равными. Порядок их выделения отражён в последовательности 
(Bio,Qw)(≈750 °C)>Il(≈650)>Mt(600—650)>Kf(≈570)>Mus(450—570)>Al(440—500)>Grn(≈300 °C).
В этой последовательности Il — ильменит, Kf — калиевый полевой шпат; Mus — мусковит; Al — альбит;Grn — гранат. Во всех случаях все силикатные минералы выделяются в изотопном равновесии с водой. Рудные минералы — Mt и Il — выделяются в изотопном равновесии с рутилом (?).
В оливинах, клинопироксенах, плагиоклазах основных и ультраосновных горных пород и метеоритов для Т ≈ 1250 °C выявлено изотопное равновесие по кислороду с углекислым газом (СО2)
Вместе с тем подобный подход выявил влияние диффузии на формирование изотопного состава водорода в водосодержащих силикатах (мусковит, биотит, роговая обманка (амфибол)), кислорода и углерода — в различных карбонатах, кроме магматических карбонатитов.

#### Геохимические геобаротермометры
Геохимические геобаротермометры (далее ГГБТ). Термодинамическая база этих методов разработана достаточно полно и учитывает, в частности, неидеальность твёрдых растворов минеральных систем (J. Ganguly, S.K. Saxena и др.). Её обобщение проведено В. А. Курепиным. В России эти методы применяются достаточно давно; их родоначальником является профессор МГУ Л. Л. Перчук  (недоступная ссылка). Эти методы он называл «геологической термобарометрией». Выделяются классы ГГБТ:
1. геохимические геотермометры.
2. геохимические геобарометры.

На практике различие между ними определяется чувствительностью их к соответствующим параметрам среды- Т и Р. На самом деле различие между ними более существенное: они различаются типом протекающих химических реакций, положенных в основу ГГБТ и ведущих к образованию минералов.
Любая химическая реакция характеризуется определёнными термодинамическими параметрами, в частности, изобарно- изотермическим потенциалом, или свободной энергией Гиббса, {\displaystyle \Delta {G}}. Эта величина складывается из трёх составляющих {\displaystyle \Delta {G}={\Delta {G}_{T}+\Delta {G}_{P}+\Delta {G}_{mix}}}, где K — коэффициент распределения элементов между минералами; {\displaystyle \Delta {G}_{T}} —тепловая (основная) составляющая , {\displaystyle \Delta {G}_{P}} -барическая составляющая, то есть связанная с влиянием давления, и {\displaystyle \Delta {G}_{mix}} — энергия смешения компонентов при образовании минерала. Все эти параметры рассчитываются определённым образом: {\displaystyle {\Delta {G}_{T}=-RT\ln {K}_{react}=AR+BRT}}; {\displaystyle {\Delta {G}_{P}=(P-1)\Delta {V}_{react}}}; {\displaystyle \Delta {G}_{mix}} рассчитывается на основе экспериментальных исследований и зависит от типа твёрдого раствора. Здесь R — газовая постоянная; {\displaystyle {\Delta {V}_{react}}} — объёмный эффект реакции. Как и в изотопных геотермометрах физические смыслы параметров {\displaystyle {A}} и {\displaystyle {B}} строго не определёны.

##### Геохимические геотермометры
Геохимические геотермометры (далее ГГТ) основаны на реакциях ионного обмена элементов в разных средах и поэтому по своей сущности близки ИГТ. Типичным примером является хорошо изученный биотит (Bio) − гранатовый (Gr) геотермометр, основанный на ионом обмене между минералами магния и железа Fe+2:
Bio(Fe) + Gr(Mg) ↔ Bio(Mg) + Gr(Fe)………………………………………………………………………..(3)
Для этой реакции определяется величина {\displaystyle ln{K}={\frac {A}{T}}+B} , причём {\displaystyle RTln{K}=-\Delta {G}}, {\displaystyle \Delta {G}} — свободная энергия Гиббса реакции ионного обмена. В этом выражении {\displaystyle K} — коэффициент распределения атомов Fe+2 и Mg между биотитом и гранатом
{\displaystyle K={\frac {\left[{\frac {a_{Gr}^{Fe}}{a_{Bio}^{Mg}}}\right]}{\left[{\frac {a_{Bio}^{Fe}}{a_{Gr}^{Mg}}}\right]}}\,\qquad {(4)}}
{\displaystyle {a_{Gr}^{Fe}}} — коэффициенты активности соответствующих элементов (Fe или Mg) в минерале (Gr или Bio). Практически величины активностей заменяются значениями мольных долей элементов в минерале, то есть
{\displaystyle K={\frac {\left({\frac {M^{Fe}}{M^{Mg}}}\right)_{Bio}}{\left({\frac {M^{Fe}}{M^{Mg}}}\right)_{Gr}}}\,\qquad {(5)}}
{\displaystyle M^{Fe}} — мольные доли элементов в минерале. В такой записи вместо мольных долей используются значения кристаллохимических коэффициентов. В этих реакциях происходит замещение одного на другой двух изоморфных элементов, для которых размеры атомов достаточно близки друг другу. Из-за этого и размерные параметры минералов, которые образуют эти элементы, различаются незначительно. На практике можно пренебречь и влиянием неидеальности смешения соответствующих твёрдых растворов. Что касается других элементов с неидеальной растворимостью, то в практических исследованиях для изоморфных элементов влиянием неидеальности образуемых ими твёрдыми растворами также можно пренебречь. Вклад параметров, учитывающий неидеальность твёрдых растворов, соизмерим с ошибкой определения термодинамических параметров. Например, по разным источникам значение {\displaystyle {-\Delta {G}_{o}}} (298°К) гроссуляра изменяется в пределах 1488,696- 1509,0 ккал/М (разница (Δ) почти 20 ккал/М, или ≈ 1,34 % от минимального значения); So(298К)- 56,7- 76,97 кал/М°К. Для андрадита {\displaystyle {-\Delta {H}_{o}}}(298°К)= 1373,5- 1410,3 ккал/М (Δ = 27 ккал/М, или ≈ 1,97 %). Параметры W же Маргулиса имеют значения: в андрадитах W(Mg- Ca)= 3,83; W(Mg- (Fe+ Mn))=3,0; W(Ca-(Fe+ Mn))= 1,00 ккал/М. Так как параметр W используется в сочетании с мольными долями X, которые всегда <1, или X², с ростом Т величина |ΔG| растёт, а W- уменьшается, то этот вклад будет ещё меньше.
В приведённом примере использовано распределения двух элементов в двух минералах. Однако имеются разработки, в которых изучается распределение одного элемента между двумя средами, например, распределение Ni между расплавом и кристаллизующимся из него оливином. Многочисленные примеры показывают лучшую устойчивость ГГТ при использовании системы из двух минералов и двух элементов.

##### Геохимические геобарометры
Геохимические геобарометры (далее ГГБ) основаны на анализе химических уравнений образования минералов, протекающих в природных условиях. Примеры уравнений геобарометров (Перчук,1977):
1. Mg3Al2Si3O12 + 3(1-x)MgSiO3 = 3MgSiO3xAl2O3;
2. MgAl2O4+ (1+x)MgSiO3 = MgSiO3xAl2O3 + xMgSiO4.

Как видим, они описывают реакции образования новых минералов. Важным свойством этих уравнений является высокое значение объёмного эффекта {\displaystyle \Delta {V}_{react}} реакции. Например, для второй реакции при х=1 {\displaystyle \Delta {V}_{react}} = −18,03 см³/М (или ≈ −67 % относительно оливина (мольный объём {\displaystyle \Delta {V}_{ol}} = 26,89 см³/М — минимальное значение для данного набора минералов). Для биотит — гранатового геотермометра (реакция 1) {\displaystyle \Delta {V}_{react}} = 7,6 см³/М (или ≈6,7 % относительн пиропа (pyr) {\displaystyle \Delta {V}_{pyr}} = 113,3 см³/М). Эти значения даже по абсолютной величине значительно различаются. Если их взять относительно конкретного минерала, то различие будет ещё больше. Это приводит к существенной зависимости направления реакции от величины внешнего давления

#### Влияние диффузии
Широкое участие диффузии при образовании минералов и влияние её на значения Тиз обусловлено наличием газовых составляющих в качестве компонентов изотопных систем. Как правило это вода, CO2, реже СН4.Влияние диффузии на изотопный состав природных соединений оценивается через показатель диффузионного фракционирования {\displaystyle {\alpha _{d}}} по схеме: {\displaystyle {D\rightarrowtail {\alpha _{d}}\rightarrowtail {\alpha _{d}^{n}}}}. Здесь {\displaystyle {\alpha _{d}={\sqrt {\frac {D}{D_{T}}}}={\sqrt {\frac {M_{T}}{M}}}}}; здесь D и DT -коэффициенты диффузии, М и МT — молекулярные веса лёгкой и тяжёлой компонент; n- число теоретических тарелок, характеризующих глубину диффузионного фракционирования (разделения),. При одновременном действии двух механизмов фракционирования с показателями {\displaystyle \alpha _{T}} и {\displaystyle \alpha _{d}^{n}} суммарный эффект разделения определится выражением {\displaystyle \alpha ={\alpha _{T}}\cdot {\alpha _{d}^{n}}}. Если диффундируют изотопы одного элемента, то приходим к равенству (6),
{\displaystyle S={\frac {1000ln\alpha _{T_{1}}+n1000ln\alpha _{d_{1}}}{1000ln\alpha _{T_{2}}}}\qquad {(6)}}
показывающему зависимость Тиз от диффузии. Методика учёта влияния диффузии описана в. Если диффундантом является вода, то
{\displaystyle \alpha _{d}={\sqrt {19/18}}=1{,}027}
При формировании карбонатных систем (скарнов, мраморов, не магматических карбонатитов) величина n изменяется в пределах 0,03- 3,0 для H2O, CH4, CO2. Полностью отсутствует диффузия в магматических карбонатитах. Для компоненты HDO в мусковитах аплитов, сланцев и гранитогнейсов n= 0-1,0; в биотитах аляскитов, гранодиоритов, сланцах, гнейсах- 0-0,65; в роговых обманках гранодиоритов n=1,5.
Влияние диффузии выявлено при анализе изотопного состава кислорода в плагиоклазах, пироксенах и оливинах мафических пород. Величина глубины фракционирования в молекуле СО2 составляет 0,19 (то есть n = 0,19).
Результаты определения влияния диффузии в минералах на Тиз приведены в таблице. В таблице And — андалузит, Sil — силлиманит,Stv — ставролит.
| № п.п. | Минерал         | Порода         | Регион     | Тиз | n    | Источник анализов       |
| ------ | --------------- | -------------- | ---------- | --- | ---- | ----------------------- |
| 00001  | Роговая обманка | 0Гранодиорит   | 0Невада    | 553 | 1,5  | Taylor B.E. 1977        |
| 00002  | 000Мусковит     | 00Пегматит     | Калифорния | 476 | 1,0  | Taylor B.E et. al. 1968 |
| 00003  | 000Мусковит     | 000Аплит       | Калифорния | 470 | 1,0  | Taylor B.E et. al. 1968 |
| 00004  | 000Мусковит     | 0Сланец And    | 0Невада    | 440 | 1,0  | Shich T.N.et.al.1969    |
| 00005  | 000Мусковит     | 000Сланец      | 0Греция    | 436 | 1,0  | Rye R.O. et.at.,1976    |
| 00006  | 0000Биотит      | 0Гранодиорит   | 0Невада    | 760 | 0,65 | Shappard S.M.,1974      |
| 00007  | 0000Биотит      | Сланец Sil-Mu  | 0Намибия   | 746 | 0,65 | Hoernes S.et.al.1979    |
| 00008  | 0000Биотит      | Сланец Stv-And | 00Альпы    | 694 | 0,65 | Hoernes S.et.al.1978    |
| 00009  | 0000Биотит      | 00Гнейс Bio-Pl | 00Альпы    | 756 | 0,65 | Бутвин В. В., 1984      |
| 00010  | 0000Биотит      | 00Ортогнейс    | 00Альпы    | 667 | 0,65 | Hoernes S.et.al.1978    |

#### Основные особенности применения термодинамических геотермометров
Для успешного использования ИГТ и ГГТ необходимо выполнение следующих условий,:
1. минералы должны быть одновременны;
2. Тобр минералов должны быть равными;
3. минералы должны контактировать друг с другом;
4. между минералами должен протекать изотопный или ионный обмен; приведённые выше положения способствуют протеканию этого обмена;
5. в результате протекания этой реакции должно установиться термодинамические изотопное или геохимическое равновесия.

Практика показала, что эти критерии даже не проверяются. Она выявила недостатки применения ГГБТ, не подвергнутые, однако, анализу. Многие авторы, например,,, и др., отмечают частое несовпадение Тобр минералов, полученных разными авторами и ИГТ (или ГГТ). Якобы для устранения указанных проблем широко распространён ввод в уравнения ГГТ концентраций третьих элементов,. Это приводит к громоздкости выражений, описывающих ГГТ; так В. И. Ваганов и С. В. Соколов упоминают выражение ГГТ, содержащее около 24 числовых параметров. В результате с одной стороны для расчётов приходится использовать ЭВМ без серьёзной практической отдачи. С другой стороны точность этих операций оставляет желать лучшего и фактически не изменяется. В связи с этим ряд исследователей, например, B. Wood (1974), T. Morry (1975), отказывается от введения таких поправок. Нами уже отмечались многие из этих недостатков,, Эти явления привели также к появлению гипотез о «неравновесном состоянии» при выделении минералов, а также существенном влиянии скорости протекания реакции образования минералов на распределения изотопов или вообще элементов.
Не отрицая влияния указанных факторов, заметим наличие в технологии применения этих методов некоторых особенностей:
1. Изучаются только точечные пробы, то-есть берутся два минерала из одной точки.
2. Все минералы отбираются из валовой выборки, в которой между изучаемыми минералами присутствуют третьи минералы.
3. Одновременность выделения минералов не ясна.
4. Отсутствуют доказательства образования минералов при одних и тех же температурах или давлениях.
5. Наличие термодинамического изотопного и геохимического обмена элементами не выявляется.
6. Существование термодинамических изотопного и геохимического равновесий между минералами под вопросом.

Для широко распространённого Qw — Mt — ИГТ по данным классических представлений Тобр Qw около 300—400°С, а Mt — 600—700°С, то есть они образованы при разных температурах. По классическим представлениям Qw является наиболее поздним минералом, тогда как акцессорный Mt — один из наиболее ранних минералов. В метаморфических породах температурные и временные соотношения между этими минералами вообще не ясны.
Так в ГГТ (2) по изотопным данным Bio образован при ≈700 °C, Gr же по изотопным данным и данным анализа ГЖВ образован при Т ≈ 300—400 °С. Такая же ситуация с амфибол — гранатовым ГГТ . На время создания ГГТ считалось, что Gr образован при ≈ 700 °C, тогда как Тобр амфибола намного меньше, то есть эти минералы не одновременны.
7. Выявляются свойства, заставляющие сомневаться в достоверности ГГБ. Например, не ясно, по какому принципу выбираются минералы как с точки зрения их совместного нахождения в породе, так и с точки зрения возможностей применения к ним принципов термодинамики. Ясно одно, что на данный момент, во-первых, доказательств существования этих реакций в реальных природных условиях нет; во-вторых, все эти уравнения составляются произвольно и не учитываются реальные условия образования минералов. Многие ГГТ составляются на основе экспериментальных исследований, в которых не изучен механизм образования минералов.
8. Ошибки в написании формулы геотермометра, имеющей вид
{\displaystyle lnK={-A \over {T}}+B}.
8a. В этом уравнении не выявлен физический смысл параметров {\displaystyle A} и {\displaystyle B}. При теоретическом анализе это уравнение обычно путают с равенством
{\displaystyle ln{K}_{T}={-{A}_{T} \over {T}}+{B}_{T}},
в котором параметры {\displaystyle {A}_{T}} и {\displaystyle {B}_{T}} зависят от температуры и для каждого конкретного значения T имеют вполне определённую величину. В уравнении же эти параметры постоянны и не зависят от T.
8б. Не ясен физический смысл параметра {\displaystyle \ln {K}}. Это выражение имеет смысл, если величина {\displaystyle K} является безразмерной величиной. Анализ, показал, что это не так, поэтому выражение {\displaystyle \ln {K}} не имеет физического смысла. Эта ошибка восходит к ошибке в написании химического потенциала {\displaystyle {\mu =\mu _{0}+RT\ln {C}}}, где {\displaystyle C} -концентрация некоторого компонента в растворе. Поскольку параметр {\displaystyle C} является размерной величиной, то выражение {\displaystyle \ln {C}} также не имеет физического смысла. На самом деле это уравнение должно иметь вид
{\displaystyle \mu =\mu _{0}+RT\ln {\frac {C}{C_{0}}}} .
Размерность далее обозначается через квадратные скобки […], то есть размерность {\displaystyle X_{i}} = {\displaystyle \left[X_{i}\right]}. В термодинамике имеется достаточно много выражений, в которых размерность величин не учитывается. Например, закон Рауля в форме {\displaystyle P_{i}={X_{i}}\cdot {P_{0}}}, {\displaystyle P_{0}} и {\displaystyle P_{i}} — давление пара над чистым растворителем и раствором, содержащим {\displaystyle X_{i}} мольных долей растворённого вещества. Поскольку {\displaystyle \left[X_{i}\right]} ≠ 0, то равенство физически не корректно. Другой пример — абсолютная энтропия в форме
{\displaystyle S={{\frac {R}{{\gamma }-1}}\cdot {\ln {P{V}^{\gamma }}}+C}}
где {\displaystyle C} — постоянная интегрирования; а) поскольку {\displaystyle \left[V\right]}≠ 0, то не определены размерности {\displaystyle \left[V^{\gamma }\right]}= ? и {\displaystyle \left[{P}\cdot {V^{\gamma }}\right]}= ?; б) так как {\displaystyle \left[{P}\cdot {V^{\gamma }}\right]}= ?, то остаются не ясными физический смысл и размерность {\displaystyle \ln {\left({{P}\cdot {V^{\gamma }}}\right)}}. То же относится и к выражению
,
{\displaystyle S={{C_{V}}\cdot {\ln {T}+R{\ln {V}}}+Const}}
поскольку {\displaystyle \left[\ln {T}\right]} = ? и {\displaystyle \left[\ln {V}\right]}= ? (V- объём) (правильно {\displaystyle \ln {\frac {T}{T_{0}}}} или {\displaystyle \ln {\frac {V}{V_{0}}}}).
Реальное выражение для уравнения геотермометра исходит из представлений
{\displaystyle R{\ln {\frac {K}{K_{pe}}}}={-}{\Delta {H_{pe}}}{\left[{{\frac {1}{T}}-{\frac {1}{T_{pe}}}}\right]}\qquad {(7)}},
где {\displaystyle K_{pe}}, {\displaystyle {\Delta {H}_{pe}}} и {\displaystyle T_{pe}} — значения коэффициента распределения, энтальпии реакции и температуры в точке фазового перехода (phaze exchange = pe) (или в любой другой точке с известными названными параметрами). Довольно часто за точку фазового перехода берётся температура плавления минерала. Следовательно,
{\displaystyle A={\frac {\Delta {H}_{pe}}{R}}},
{\displaystyle B={\frac {\Delta {H}_{pe}}{R{T_{pe}}}}=\Delta {S}_{pe}}
{\displaystyle \Delta {S}_{pe}} — энтропия реакции обмена в точке фазового перехода.
9. Место геотермометров в ряду методов геологических исследований чётко не определёно, отсюда не чётко определены цели и задачи температурных исследований, а также взаимоотношений между аналоговыми и физическими методами определения температуры с одной стороны и термодинамическими методами — с другой,.

### Область применения геобаротермометров

#### Постановка проблемы.
Основной задачей использования ТДМ является не просто определение Тобр и Робр минералов, а через эту операцию и сопоставление полученных значений Т и P с таковыми, установленными независимыми аналоговыми или физическими методами, определение равновесного минералу соединения, а затем на этой основе — выявление механизма образования минералов, то есть вида химической реакции, при осуществлении которой происходит образование минерала. Решение этой задачи опирается на аксиомы:
- 1) все минералы выделяются в термодинамически изотопном и геохимическом равновесиях с некоторыми «компонентами» окружающей среды;
- 2) минералы и эти «компоненты» выделяются при разложении некоего протовещества (материнского соединения). Именно в процессе этого разложения достигаются необходимые термодинамические изотопное и геохимическое равновесия.

Намечается последовательность решения задачи:
1) с помощью ФМ определяется Тобр и Робр минерала;
2) с помощью ИГТ и ГГТ определяются соответствующие Тобр и Робр минерала и по сходству их с Тобр, выявленного ФМ, определяется состав равновесного минералу соединения;
3) по этим данным составляется уравнение выделения минерала и с помощью ГБ определяется кажущееся Робр;
4) кажущееся Робр сопоставляется с Робр, выявленным ФМ, и по близости их друг другу устанавливается достоверность предложенного уравнения, на основе чего это уравнение принимается или отвергается.

#### Примеры решения задачи о механизме образования минералов

##### Карбонатная минерализация
Карбонатная минерализация представлена простыми (кальцит и пр.) или двойными (доломит и др.) солями угольной кислоты с наибольшим распространением кальциевых солей, прежде всего кальцит (КЛ), меньше доломит и арагонита. Кальциты и арагониты могут быть органогенными, являясь продуктом жизнедеятельности организмов (кораллы, моллюски и пр.), и неорганической природы (сталактиты, сталагмиты, травертины и пр.). Они существуют при достаточно низких и стабильных температурах (0- 40 °C). Громадная масса кальцитов слагает высокотемпературные образования: скарны, мрамора, гидротермальные жилы, кальцифиры, карбонатиты и пр.
Низкотемпературные кальциты.
В большинстве случаев предполагается выделение кальцитов по уравнению, неоднократно воспроизводимому в экспериментах,
Ca+2 + 2HCO3−1 = CaCO3 + H2O + СО2…………………………………………………………………..(8).
Однако в природных условиях механизм выделения не установлен. Имеются и экзотические схемы, например, редукция гипса или серы. Изотопный анализ выявил следующие схемы изотопных равновесий (запись означает: на первом месте стоит соединение, равновесное кальциту по углероду; на втором месте — по кислороду). Далее (*) отмечает обменивающийся изотоп:
1). CaCO3 — *СО2- Н2О*;
соответствует реакции (8). Возможно участие организмов, играющих роль катализаторов.
2). CaCO3- *СН4- Н2О*;
образуется по схеме
Са+2+ 2НСО3−1+ 4Н2(орг) → СаСО3+ *СН4+ 3Н2О*(?);
под влиянием организмов, видимо, происходит преобразование аниона НСО3−1.
3). CaCO3- *СН2О- СН2О*;
характеризуется связью с растительной клеткой
2Ca+2+ 4НСО3−1+ 4Н2 (орг) → 2CaCO3+ *CH2O+ CH2O*+ 4Н2O,
хотя механизм возникновения равновесия между КЛ и клеткой не ясен.
4)CaCO3- *СН4- СО2*.
Диагенетические КЛ торфяных зон — по реакции
2Са+2 + 4СН3СОО−1 + 4Н2 орг) → 2СаСО3 + 5*СН4 + СО2*
за счёт микробиологического разложения органических кислот. Практически во всех случаях на формирование изотопного состава кальцитов влияет диффузия преимущественно Н2O и СО2.
Высокотемпературные кальциты.
Все гидротермальные кальциты различных месторождений и регионов равновесны изотопной системе
CaCO3 — *СО2- Н2О*
и образованы по реакции (8), осложнённой диффузией этих компонентов.
В метаморфитах с известной изначально известняковой природой (мрамора и скарны) по кальциту до 500 °C (скарны Невады и др.) типична изотопная система
СаСО3-*СО2-СО2*.
При Т > 500 °C по кальциту(мрамора Невады, Адиронак, Украины, скарны Алдана)- изотопная система
СаСО3-*СН4-СО2*.
Кальцифиры Якутии. Им соответствует изотопная система
СаСО3 — *СН4 — Н2О*
В кимберлитах Якутия выявлены изотопные системы:
СаСО3-*СО2-СО2* и
СаСО3-*СН4-СО2*.
Карбонатиты.
Фации по В. С. Самойлову хлорит-серицит- анкеритовая (по кальциту Тиз ≈ 250 °C) и амфибол- доломит- кальцитовая (по кальциту Тиз ≈ 288 °C) изотопная система
СаСО3-*СО2- Н2О*;
Фация альбит — кальцитовая (по кальциту Тиз = 400—550°С) — в основном изотопная система
СаСО3-*СО2-СО2*.
Фация калиево-полевошпат — кальцитовая (по кальциту Тиз = 500—750°С) — изотопная система
СаСО3-*СН4-СО2*,
причём диффузия газовых компонентов не отмечена. По этим данным гипотетическая схема образования высокотемпературных карбонатитов — переплавление известняков.

##### Силикатная минерализация
I. В этом разделе рассматриваются минералы кислых магматических и метаморфических пород (кварц, биотит и мусковит, плагиоклазы, калиевые полевые шпаты, гранаты, пироксены). Все эти минералы изучены изотопными методами; они выделяются в равновесии с водой, за счёт образования при разложении гидратированных комплексов по схеме
(+3Si − O − Si+3)+6распл → 2(H − O − Si+3є)распл.
В окрестности точки Ткрист за счёт полимеризации сиботаксической группы (S+3 − O − H)распл образуется ассоциат H4SiO4, разлагаемый по схеме
H4SiO4 → SiO2 + 2H2O.
Этот механизм подтверждается образованием полевых шпатов (калишпат − альбит)(Reesmon, Keller ; Рыженко и др.; Алексеев и др.)
Al(OH)4− + 3H4SiO4 + Na+ → [NaAlSi3O8 + 8H2O].
В правой части уравнения присутствуют пары Al − H2O или Kf − H2O, соответствуя изотопным данным. Это уравнение нельзя признать точным, поскольку не ясна ситуация с изотопом водорода в воде. Если же привлечь гипотезу И. Г. Ганеева, заменив H4SiO4 на Si(OH)6−2, то реакция перепишется в приемлемом виде
Al+3 + 3Si(OH)6−2 + Na+1 + 2Н+1 → [NaAlSi3O8 + 8H2O] + 2OH−1.
Для гранатов имеются и изотопные (кислород) и силикатные анализы. Изученные гранаты находятся в ассоциации преимущественно с биотитом, кордиеритом и плагиоклазом. По изотопным данным гранат выделяется при 300—450°С; результаты анализа ГЖВ дают те же пределы. Биотит и гранат выделяются в равновесии с водой. Установлено, что наилучше согласие наблюдается в равновесии граната с кордиеритом Cor, биотитом и пироксенами. По экспериментам Л. Л. Перчука и др. при Т= 550—1000°С при совместной кристаллизации ионный обмен между гранатом и кордиеритом отсутствует. По ряду признаков вероятное уравнение образования гранатов имеет вид
 … = {Cor + [Grn }+ H2O]+ ….
Здесь скобки отражают: […] — изотопное; {…} — геохимическое равновесия. Этот вид соответствует полной реакции:
хлорит + кварц → {кордиерит + [гранат} + вода].
II. Данные по анализам изотопов кислорода в минералах из метеоритов и пород (эклогиты, кимберлиты, лерцолиты, толеиты, щелочные базальты, основные и ультросновные породы, гавайяиты, габбро, адамелиты). Из анализа расплавных включений следует, что плагиоклазы (Pl) выделялись при 1100 −1300 °C; клинопироксены (Cpx) (преимущественно диопсиды) — 1100—1300°С; оливины (Ol) −1100- 1300 °C (; и др.). Эти минералы изотопно равновесны СО2. На распределение изотопов кислорода в минералах метеоритов влияет диффузия СО2. Таким образом, поставщиком 18О в минералы, вероятно, является СО2, учитывая хорошую растворимость СО2 в ультраосновных расплавах высоких давлений. Возможно, СО2 образует с кремнием соединения вида Si(CO3)4−4 и при его переносе играет роль транспорта. Предполагаемый эффект описывается уравнением
2Mg+2 + Si(CO3)4−4 = Mg2SiO4 + 4СО2.
Именно это обстоятельство объясняет присутствие углекислоты в высокотемпературных расплавных включениях. В этом случае роль СО2 аналогична роли воды в расплавах.
По геологическим данным пироп Pyr находятся совместно с клино-(CPX, диопсид) и ортопироксенами (OPX, энстатит), редко — кианитом. По геохимическим данным пироп термодинамически равновесен пироксенам. Возможное уравнение образования граната имеет вид
… = … {Grn + Px} + ….
Связь граната с пироксеном генетическая: они образуются при разложения некоего протовещества. Оценка его состава опирается на данные количественных измерений соотношений Pyr/CPX в реальных объектах, чаще всего Pyr/CPX ≈ 1.0. Тогда
Mg3Al2Si3O12 + CaMgSi2O6= CaMg4Al2Si5O18
— это кордиерит, изначально образованный, возможно, по реакции
(An)+ (Mg-Ol) + 2(Mg-Opx)
рассмотренной J.M. Mclelland и P.R. Whitney.

##### Рудная минерализация
В этом разделе рассмотрены рудные минералы, встречающиеся в интрузивных породах: магнетиты, ильмениты и шпинели.
Магнетит, ильменит.
I.Изучен изотопный состав кислорода в акцессорных магнетите (Mt) и ильмените (Il) кислых магматитов и метаморфитов. Равновесие минералов с Н2О, СО2 и СО не подтверждается, зато выявлено равновесие с рутилом TiO2, соответствуя возможному образованию системы Mt(Il)- Ru при разложении ферропсевдобрукита или ильменита (П. Я. Ярош; П. Р. Бусек, К. Келль,1966; и т. д.) по реакциям
FeT2iO5 →Il + Ru;
6Il+ О2 → 2Mt + 6Ru.
В отдельных случаях возможно образование минерала за счёт разложения ульвошпинели
6Fe2TiO4 → [6FeTiO3 + 2Fe3O4].
Тогда по паре Mt-Il изотопная температура образования магнетита равна Тизот = 853 °C. Для сравнения в нельсонитах Джугджурского и анортозитов Каларского массивов (А. Н. Соляник и др.,.
) Тизот(Mt) = 820—1100 °C, а в рудных габбро- 560—900°С.
Возможен и другой механизм: образованием Mt — за счёт разложения ильменита по реакции
3FeTiO3 + 2O−2 → [Fe3O4 + 3TiO2].
Тогда Mt находится в изотопном равновесии с рутилом (Ru). В этом случае Mt образуется при Тизот ≈ 450 °C. Такие Тизот(Mt) вполне возможны. Так на рудопроявлении р. Кюэричи жилообразные магнетит-гемоильменитовые руды образованы при Т=430-570°С.
В метаморфических породах Il и Mt формируются в равновесии с Ru при Тиз =400 — 500 °C. Если же рассматривать Il как продукт разложения ульвошпинели, то в ассоциации с Mt их Тиз = 458 °C. Магнетит не может быть образован за счёт разложения Il, поскольку в противном случае температуры образования (Тиз = 1100 −2000 °C) геологически не реальны.
В железорудной формации Biwabik в Сев. Миннесоте скарнового типа изучена пара магнетит- кварц. Полученные данные дают температуру образования магнетита в 500—550 °C при условии равновесия его с СО2. По материалам Синякова В. И. (1978), А. М. Дымкина и др. по результатам декрепитации Тобр(Mt) в скарнах колеблется в пределах 420—530 °C. В скарнах при Тизот = 525 °C магнетиты образуются при распаде сидерита по реакции
(а) 3FeCO3 + O−2 → [Fe3O4 + 3CO2].
Здесь не ясна ситуация с углеродом: нет соединения, в равновесии с которым (по углероду) находился бы CO2. В. Н. Загнитко и др., И. П. Луговая, ссылаясь на эксперименты, приводят более приемлемые реакции
(б) 3FeCO3 = [Fe3O4 + 2CO2] + CO (безводные среды с удалением газа);
(в) 6FeCO3= [2Fe3O4 + 5CO2] + C (медленное удаление газа).
Таким образом, по изотопным данным намечаются схемы образования Mt:
- 1) разложение ильменита;
- 2) разложение ульвошпинели;
- 3) разложение сидерита (или железосодержащих карбонатов).

II. Геохимические (петрохимические) данные. Изучены преимущественно магнетиты Украинского щита. Mt преимущественно скарнов равновесен пироксенам относительно элементов (Fe, Mg). Следовательно, исходное уравнение должно иметь вид
.… = … + {Px + [Mt} + CO2] + ….
Н. А. Елисеев при описании контактовых роговиков упоминает реакцию
CaMg(CO3)2 + 2SiO2 = CaMg(SiO3)2 + 2CO2.
Если вместо доломита взять анкерит Ca(Mg, Fe)(CO3)2, брейнерит (Mg, Fe)CO3 или сидероплезит (Fe,Mg)CO3, то при метаморфизме карбонатных пород можем получить искомую реакцию, например,
3Ca2MgFe(CO3)4 + 6SiO2= 3CaCO3 +{3CaMg(SiO3)2 + [Fe3O4} + 8CO2] + CO
(Ca2MgFe(CO3)4 — анкерит), хотя здесь не ясна ситуация с углеродом кальцита.
Шпинелиды.
Хотя магнетит также относится к шпинелидам, однако здесь будут рассмотрены другие шпинелиды. Изучены хромиты и хромшпинелиды из трубок Удачная и Мир (В. В. Ковальский). Тобр ≈ 1240 °C (М. Н. Таран и др.,), Р не имеет чётких значений. Распределение элементов для наиболее вероятной схемы образования минералов описывается уравнением
ln[(Cr+Fe+3)/Al] = −1.27 ln(Mg/Fe+2) + 2.65.
При интерпретации учитывались разные минералы, а также свободные элементы в твёрдом, расплавленном и газообразном состояниях и их одновалентные газообразные ионы на интервале Т=800-1600°С и Р= 1-45 кбар. В результате параметры уравнения соответствуют Т= 1200 °C и Р ≈ 25-30 кбар для реакций обмена:
FeCr2O4 + Mg = MgCr2O4 + Fe;
0,5MgAl2O4 + Cr = 0,5MgCr2O4 + Al.
В этих выборках не определена изотопная природа кислорода из-за отсутствия соответствующих данных. Присутствие элементов в свободном состоянии не совсем понятно. По данным О. Л. Кускова и Н. И. Хитарова это состояние элементов наблюдается при сверхвысоких давлениях (более 100 кбар). По экспериментам при ударном воздействии на Bi и флогопит образуются свободное Fe и шпинелиды.

##### Сульфидная минерализация
Изучались преимущественно сульфиды (чаще всего пириты, галениты, сфалериты, пирротин) и реже сульфаты (обычно бариты, гипсы и ангидриты). Распространённость их различная: сульфиды более характерны для высокотемпературных образований, хотя пириты (и марказиты) весьма часто образуются в экзогенных условиях. Как правило, высокотемпературные (гидротермы, магматические) сульфиды имеют облегчённое (около 0 %о) значение δ34S и узкие пределы её колебаний. В отдельных случаях величина δ34S может опускаться до более низких значений (до -(20 — 25)%о). В целом, считается, что основная масса сульфидов образована при участии глубинной (метеоритной) серы. Сульфаты- преимущественно зоны окисления и низкотемпературные, хотя встречаются и высокотемпературные (ангидриты) образования, например, в норильских Cu — Ni рудах. Для сульфатов более характерны высокие значения величины δ34S, достигающих +(25 ÷ 30) %о.
Эксперименты показывают различное поведение изотопов S сульфидов в зависимости от той формы S в соединении, в равновесии с которым сульфиды находятся. При равновесии сульфидов с соединениями, имеющими восстановленную серу, в сульфидах величина δ34S колеблется в очень узких пределах около отметки 0 %о. В сульфидах, равновесных формам окисленной серы, выявлены большие отрицательные значения и широкие пределы колебаний величины δ34S. Следовательно, для объяснения присутствия лёгкой S в пирите и галените нет необходимости прибегать к воздействию анаэробных форм организмов или осадочной S. Пириты и галениты со значениями δ34S, близкими к стандарту, для объяснения которых привлекают связь с серой метеоритов, легко объясняются воздействием на них восстановленных форм S, а близость их метеоритной сере говорит только и только об общности физико-химических условий образования сульфидов. В целом же, эти гипотезы завели проблему природы сульфидов в тупик.
Выявлено статистическое преобладание распределений: с уменьшением Т и удалением от рудного тела в жильных и вкраплённых месторождениях происходит обеднение, а в массивных рудах — обогащение изотопом S34. Эксперименты позволяет предположить, что в рудах первого типа сульфиды изотопно равновесны соединениям окисных, а второго — восстановленных форм серы.
Наблюдается слабая зависимость состава форм S от морфологического типа руд. Сульфиды в большинстве случаев изотопно равновесны ионам S−2, SO4−2, HSO4−1, H2S. Формирование сульфидов происходит по гипотетической реакции вида
… → … + МеS (или МеS2) + S−2 + … .
В печати обычно обсуждаются реакции типа
Me(HS)3−1 → MeS + HS−1 + H2S [К.Грейнджер, 1976] или
Me+x(HS)nx-n → MeS + HS−1 + H2S [И. Л. Ходаковский,].
Однако здесь присутствует ион HS−1, не выявляемый изотопными данными. Комплексы
Me(HS)3−1 имеют вид [Zn(HS)3]−1; [Pb(HS)3]−1; Zn(HS)2 и пр. Эти комплексы больше соответствуют существованию вместо иона HS−1 полисульфидов вида [MeS2]−2 , [MeS4]−2 и др., связываемых с миграцией металлов Hg, As, Sb, Mo и др. [В. В. Щербина, 1962] и растворимых в хлоридных и гидрокарбонатных растворах [Н. И. Говоров и др.]. Но для этих условий необходим высокий потенциал серы, что не всегда имеет место. Более приемлема гипотеза И. Г. Ганеева, по которой сера выделяется из бессульфидных растворов по реакции
Pb(OH)4 + 2H2S → PbS + S−2 + 4H2O.
Но здесь не ясны дальнейшая судьба иона S−2 и изотопная природа воды.
Надо заметить, учитывая опыт интерпретации данных по кальцитам, возникновение в правой части уравнений ионов HS−1 и HSO4−1 сомнительно; кроме того, ион HSO4−1 должен вести к образованию гипса, что практически не наблюдается. Появления этих ионов обусловлено, видимо, недоучётом некоторых факторов, возможно, влияние SO3 или диффузии H2S.
На Кызылсайском редкометальном месторождении (Ю.Казахстан) изучен пирит кварц- кальцитовых и кварцевых пострудных жил (размер индивидов пирита достигает 5 — 6 мм). Для серы пиритов характерны низкие величины δ34S (до (-30 %о)), уменьшение с δ34S падением Т (по данным гомогенизации ГЖВ и изотопии кальцитов). Эти признаки говорят о возможной роли в выделении Py окисленных форм S, образованных из-за разложения гипотетических тиосульфатов или сульфитов по возможным схемам:
Fe(S4O6) → FeS2 + 2SO3, или
Fe(S2O3) + H2O → FeS2 + SO4−2 + 2H−1 (Б.Грейнджер, К. Г. Уоррен, 1976).
Однако в этих случаях не объясним изотопный состав кислорода SO3 и SO4−2 и отсутствие парагенных пиритам гипсов в кварц- кальцитовых прожилках. Возможность существования тиосульфатов и сульфитов в гидротермальных условиях показана в работах С. В. Кушнир (1989 г.) и Т. М. Сульжиевой и др.

## Заключение
Изобретение методов геобаротермометрии является значительным достижением научной геологии. Их использование помогло раскрыть многие тайны минералообразования, но превращение их в догму завело развитие температурных исследований в тупик. Ясно, что до настоящего времени использование геобаротермометрии касалось только поверхностных сторон геологической реальности. Однако эти методы позволяют решать задачи более глубокого уровня, к которым относятся и определение механизма образования минералов, то есть вида химической реакции, ведущей к выделению минерала. Использование этих методов и полученные с их помощью результаты позволяют оценить непосредственно не связанным решениями с баротемпературных задач исследования.
Примеры:
1.При анализе влияния СО2 на плавление силикатов рассматривались реакции карбонатизации пироксенов (Ens) и оливинов (Ol) под давлением:
(1) Ol + Dio + СО2 → Ens + Dol;
(2) Ol + Dol + СО2 → Ens + Mgt (магнезит);
(3) Ens + Dol + СО2 → Mgt + Qw.
Существование этих механизмов в природных условиях вызывает сомнение. Во-первых, в реальности СО2 присутствует только в правой части уравнений, то есть как продукт реакции. Во-вторых, пироксены изотопно равновесны только СО2, а кварц всегда равновесен воде. Пироксены генетически связаны с гранатами, в приведённых реакциях вообще не упоминаемых. Наконец, для карбонатов в правой части постулируемых уравнений возникает проблема с изотопной историей углерода. Таким образом, эти данные не соответствуют результатам температурных исследований и свидетельствуют о некорректности рассмотренных реакций.
2. В. И. Лучицкий, описывая замещение роговой обманки (далее Amp), приводит реакцию
5Amp+ 7W → 2Ep+ Chl+ Act+ Qw+ 2H4Mg2Al2SiO9
(Act — актинолит, W — вода) и пишет, что
"Обыкновенно одновременно развивается эпидот Ep (более высокотемпературный (здесь и далее выделено нами)) и хлорит Chl (более низкотемпературный)… "" (вид заключений, весьма частый в петрологии).

Но если в окрестности одной точки минералы появляются при разных температурах, значит, эти минералы не одновременны и не могут существовать в одном процессе. Поэтому данная реакция должна быть разбита минимум на две самостоятельные реакции.
Другие примеры приведены в таблице.
| № п.п. | Формула реакции                       | Источники           |
| ------ | ------------------------------------- | ------------------- |
| 0001   | Px + Spin → Grn + Ol                  | Leeman W.P., 1970   |
| 0002   | Cor + 4Hyp → 2Grn + 3Qw               | Hensen B.J., 1971   |
| 0003   | 8Stav + 12Qw → 4Grn + Chl + 30Kya     | Федькин В. В., 1975 |
| 0004   | 2Bio + 7Cor → 10Grn + 6Mu + 3Qw       | Thompson A.B., 1976 |
| 0005   | 4Bio + 3Cor → 6Grn + 4Kf + 4W         | Currie K.L., 1971   |
| 0006   | 3Bio + 4Mu + 27Qw → 8Grn + 14Kf + 14W | Thompson A.B., 1976 |

В этой таблице практически все минералы в правых частях уравнений в реальных условиях образуются при разных термальных условиях, а ряд пар минералов, например, Grn + Chl, — и при разных барических условиях. В таблице: Px — пироксен, Sp — шпинель, Kya — кианит, Stav -ставролит.